# Leah Poulosová
Leah Jean Poulosová (* 5. října 1951 Berwyn, Illinois), provdaná Poulosová-Muellerová, je bývalá americká rychlobruslařka.
V roce 1970 startovala na Mistrovství světa ve víceboji, kde skončila na 13. místě, a na premiérovém ročníku Mistrovství světa ve sprintu (18. místo). Roku 1972 již byla na sprinterském šampionátu šestá, téhož roku se také zúčastnila Zimních olympijských her, kde v závodě na 3000 m skončila na 17. a na trati 1500 m na 24. příčce. První medaili získala na Mistrovství světa ve sprintu 1974, které vyhrála, v roce 1976 byla v tomto závodě druhá. Na zimní olympiádě 1976 získala na trati 1000 m stříbrnou medaili, v závodě na 500 m byla čtvrtá a na distanci 1500 m šestá. V letech 1977 a 1980 vybojovala na sprinterských šampionátech stříbrné medaile, druhou zlatou získala na Mistrovství světa ve sprintu 1979. Ze Zimních olympijských her 1980 si odvezla dvě stříbra ze závodů na 500 a 1000 m. Po sezóně 1979/1980 ukončila sportovní kariéru.
V září 1977 se provdala za rychlobruslaře Petera Muellera, později se však rozvedli.